# Nicolas Munoz
Pas d'image ? Cliquez ici

a Compétitions nationales et continentales officielles uniquement.

b Matchs officiels uniquement.
Nicolas Munoz, né le 30 novembre 1983, est un joueur de rugby à XIII français évoluant au poste de demi d'ouverture. International français, il évolue en club au FC Lézignan avec qui il remporte notamment le championnat de France. Nommé dans une présélection pour la coupe du monde 2008, il ne fait cependant pas partie de la sélection finale.